# Shindig Demo
Shindig Demo es un 2.º demo fue grabado durante el verano de 1990. La banda había cambiado su nombre por "Shindig", pero pronto volverían a su nombre original, "On a Friday" (en un viernes), en alusión al único día en que todos podían juntarse a ensayar. Sin embargo, este nombre sobrevivió lo suficiente como para que Thom Yorke, el cantante lo pintara con aerosol en el estuche de su guitarra acústica.

## Lista de canciones
1. 01. Climbing Up A Bloody Great Hill (3.53)
2. 02. Somebody (2.43)
3. 03. Mr B. (5.05)
4. 04. What's That You See? (4.01)
5. 05. Everyone Needs Someone To Hate (1.12)
6. 06. Upside Down (2.36)
7. 07. The Greatest Shindig (Of The World) (3.33)
8. 08. Give It Up (3.03)
9. 09. How Can You Be Sure? (3.39)
10. 10. Life With The Big F (1.21)
11. 11. Keep Strong (3.20)
12. 12. Rattlesnake (6.31)
13. 13. Burning Bush (4.19)
14. 14. Tell Me Bitch (3.20)
15. 15. New Generation (3.57)

- Datos: Q9076833